# Lomec
Lomec är en ort i Tjeckien.   Den ligger i regionen Plzeň, i den västra delen av landet, 120 km sydväst om huvudstaden Prag. Lomec ligger 415 meter över havet och antalet invånare är 107.
Terrängen runt Lomec är kuperad åt sydväst, men åt nordost är den platt. Runt Lomec är det ganska tätbefolkat, med 67 invånare per kvadratkilometer. Närmaste större samhälle är Klatovy, 3,3 km nordost om Lomec. Omgivningarna runt Lomec är en mosaik av jordbruksmark och naturlig växtlighet.